# أورونزو دي كادوري
أورونزو ديل كادور هي بلدية (بلدية) في مقاطعة بيلونو ( كادور ) في منطقة فينيتو الإيطالية، وتقع على بعد حوالي 120 كيلومتر (75 ميل) تقريبًا عن شمال البندقية وحوالي 50 كيلومتر (31 ميل) تقريبًا من شمال شرق بيلونو. بينما أورونزو جغرافيا فقط 11 كيلومتر (6.8 ميل) من الحدود النمساوية، حوالي 48 كيلومتر (30 ميل) عبر طريق ممهد بسبب التضاريس الجبلية.
تضم بلدية أورونزو ديل كادور المجموعة الجبلية لقمم لافاريدو الثلاث وبحيرة ميزورينا. تم بناء سد على نهر انسييه لإنشاء بحيرة سانت كاترين التي تحد المدينة. الطريق الرئيسي عبر اورونزو هو طريق SR48

## المدن التوأم / المدن الشقيقة
- Lipari, Italy
- Ilópolis، Brazil

## روابط خارجية
- تاريخ Auronzo di Cadore ودليل